# Tosa Nikki
Tosa Nikki (土佐日記) (ou O Diário de Tosa) é um diário poético de Ki no Tsurayuki, detalhando uma viagem de 55 dias nos anos de 934 e 935. A obra é o primeiro exemplo de diário japonês reconhecido como literatura. Tsurayuki escreve a partir de uma perspectiva feminina e utiliza apenas o kana.

## Enredo
Tsurayuki assumiu o cargo de governador da Província de Tosa, atualmente denominada como Província de Kochi, para um mandato de quatro anos que, devido ao atraso da chegada de seu sucessor, estendeu-se por mais um ano. A obra narra uma viagem de 55 dias que começou no dia 21 de dezembro de 934, quando ocorreu a troca de posse e terminou em 16 de fevereiro de 935 quando chega a sua residência em Quioto.

## Diário Literário
Tosa Nikki é o primeiro exemplo de diário japonês reconhecido como literatura. Antes da obra, a palavra nikki ("diário") apenas denotava aos documentos oficiais do governo, escritos por homens utilizando o sistema de escrita Kanbun. Em contraste, Tosa Nikki é escrito em japonês, usando os caracteres fonéticos do kana. Escritores homens, na época, utilizavam tanto o kana como o kanji, enquanto as mulheres geralmente não eram ensinadas a escrever kanjis, ficando restritas a literatura kana. Escrevendo através da perspectiva de uma mulher ficcional, o poeta japonês do século X Kino Tsurayuki pôde evitar o uso de letras chinesas ou citar poemas de origem chinesa, permitindo se focar na estética da língua japonesa e seus poemas, desenvolvendo-se uma cultura literária nativa para fortalecer a identidade nacional.
Na primeira frase do Tosa Nikki, Tsurayuki deixa isso claro: 
 男もすなる日記といふものを、女もしてみむとてするなり。 

 Em geral, é um homem que escreve um diário oficial registrando-o em chinês, mas farei um diário como se fosse uma mulher, com a escrita feminina japonesa.  
Além disso, o autor, ao abandonar o estilo característico de registro oficial, deu espaço para expressar os sentimentos mais livremente.
Dessa forma, Tosa Nikki, assim como Izumi Shikibu Nikki, de 1007, insere-se no chamado gênero de Diários Literários. Kino Tsurayuki teria inaugurado esse gênero, e, em seguida, passou a ser produzido pelas mulheres, em especial as damas da corte, criando, dessa forma, um universo literário inédito.
Alguns dias contam apenas com a data e com a informação de que nada importante ou relevante ocorreu durante o dia, denotando o tédio, a inquietação e a ansiedade de chegar ao destino. A obra é um registro posterior, mas é escrito como se cada dia tivesse sido registrado durante a viagem. Assim, Tosa Nikki pode ser configurado como um dos marcos do 紀行 (kikô, "relato de viagem").
Há momentos com tom melancólico devido a lembranças e recordações da filha de Kino Tsurayuki, que foi junto com ele à Província de Tosa e faleceu. Tsurayuki apresenta uma tristeza por não ter sua companhia ao voltar a capital. No dia 27 de dezembro, por exemplo, há uma passagem que indica que um luto pela ausência da criança e um poema, escrito por uma mãe: 
 
esqueço da morte da criança, por vezes pergunto por ela, que tristeza.

## Poesia e recursos estilísticos emTosa Nikki
Ao longo do relato da viagem, há 59 tankas de Tsurayuki, estabelecendo uma harmonia entre a prosa e a poesia. Assim, segue o estilo de algumas obras japonesas do período clássico, em que a literatura em prosa é permeada por poemas. Tosa Nikki também se constitui como um manual de iniciação para a arte de poetar, pontuando estilos da literatura.
Apesar da estética ser considerada simples, a obra utiliza de alguns recursos estilísticos. Abaixo, estão listados e exemplificados alguns recursos estilísticos empregados nos poemas.

### Recursos estilísticos de som
No dia 26 de dezembro, o primeiro poema é:

みやこいでて
きみにあはむと
こしものを
こしかひもなく
わかれぬるかな

No início do terceiro e quarto verso, há a repetição de um som no início do verso, denominado tōin (頭韻, lit.  "aliteração"), com o som こし (koshi). Para preservar esse recurso estilístico relacionado ao som, Neide Hissae Naggae oferece a tradução:

saí da capital
para te encontrar, 
vim até aqui
vim à toa, eu acho, 

pois vamos nos separar.

### Makura kotoba
Também no da 26 de dezembro, um poema apresenta o uso de makura kotoba, recurso poético que adjetiva uma palavra imediatamente posterior, geralmente um substantivo.
 しらとえの
なみぢをとぼく、
ゆきかひて、
われににべきは、
たれならなくに
alvura pura das ondas, 
do ir e vir,
no longínquo mar,
quem é bem igual a mim, 

é que o irá cruzar.
Shirotaeno é makura kotoba de nami, "onda". Não seria necessário traduzí-lo, porém possui um a relação semântica e metafórica no sentido que corresponde a roupagens brancas.

### Antropomorfização e prosopopeia
Em diversos poemas da obra, assim como trechos da prosa, os recursos da antropomorfização, da prosopopeia e da personificação são empregados, ou seja, dão forma e atitude humanas a coisas não-humanas. Como exemplo, têm-se um tanka do dia 9 de janeiro:
 みわたせば 

 みつのうれごとに 
すむつるは 
ちよのどちとぞ 
おもふべちな

olho e vejo os grous como amigos de milênios a habitar as pontas dos galhos dos pinheiros. 
Há uma interação com os elementos da natureza, como se o grou e o pinheiro adquirissem características de um ser vivo, como se fossem humanos, ou como se fossem kami, isto é, deuses xintoístas.

## Itinerário
A viagem ocorreu na Era Johei, de abril de 931 a maio de 1938, então ela aconteceu a partir do ano ano 4 (934) e terminou no ano 5 (935). O itinerário apresenta algumas terras desconhecidas, apontadas por "?":
| Ano       | Datas                         | Local de partida | Local de chegada |
| --------- | ----------------------------- | ---------------- | ---------------- |
| Ano 4     | 21 a 24 de dezembro           | Kofuku           | Otsu             |
| Ano 4     | 25 de dezembro                | Otsu             | Kofuku           |
| Ano 4     | 26 de dezembro                | Kofuku           | Otsu             |
| Ano 4     | 27 de dezembro                | Otsu             | Urado            |
| Ano 4 e 5 | 28 de dezembro a 8 de janeiro | Urado            | Ominato          |
| Ano 5     | 9 e 10 de janeiro             | Ominato          | Naha             |
| Ano 5     | 11 de janeiro                 | Naha             | Murotsu          |
| Ano 5     | 21 de janeiro                 | Murotsu          | ?                |
| Ano 5     | 22 a 25 de janeiro            | ?                | ?                |
| Ano 5     | 26 a 28 de janeiro            | ?                | ?                |
| Ano 5     | 29 de janeiro                 | ?                | Pernoite em Tosa |
| Ano 5     | 30 de janeiro                 | Pernoite em Tosa | ?                |
| Ano 5     | 1 a 4 de fevereiro            | ?                | ?                |
| Ano 5     | 5 de fevereiro                | ?                | Miozukushi       |
| Ano 5     | 6 de fevereiro                | Miozukushi       | Kawajiri         |
| Ano 5     | 7 de fevereiro                | Kawajiri         | ?                |
| Ano 5     | 8 de fevereiro                | ?                | Torikainomimaki  |
| Ano 5     | 9 e 10 de fevereiro           | Torikainomimaki  | Udono            |
| Ano 5     | 11 a 15 de fevereiro          | Udono            | Yamazaki         |
| Ano 5     | 16 de fevereiro               | Yamazaki         | Kyoto            |